# Distretto di San Antonio de Chaclla
Il distretto di San Antonio de Chaclla è uno dei trentadue distretti della provincia di Huarochirí, in Perù. Si trova nella regione di Lima e si estende su una superficie di 563,59 chilometri quadrati.
Istituito il 5 gennaio 1945, ha per capitale la città di Chaclla.